# Росас (залив)
Ро́сас, также Залив Роз (кат. Golf de Roses) — залив Средиземного моря на северо-восточном побережье Пиренейского полуострова в Каталонии в Испании. В залив впадают реки Муга и Флувия. Устье реки Тер расположено южнее.
С севера залив ограничен мысом Креус, отрогом горы Неулос (1257 м) массива Альбера восточных Пиренеев. В этом районе часто дует трамонтана.
На берегу залива расположены курорты Росас, Кастельо-де-Ампурьяс, Эмпуриабрава, Сан-Педро-Пескадор и Ла-Эскала. Между Росасом и Ла-Эскала расположены водно-болотные угодья, которые ныне охраняются в виде природного парка Айгуамольс-де-л’Эмпорда.
Первоначально на побережье залива находилась греческая колония Эмпорион. Позднее колония стала римским городом, который был покинут жителями в Средние века после набегов викингов и пиратов. Область принадлежала графу Ампурьяс.